# Чистоборовичі
Чистоборовичі (пол. Częstoborowice, Ченстоборовіце) — село в Польщі, у гміні Рибчевиці Свідницького повіту Люблінського воєводства. Населення — 461 особа (2011).

## Історія
1492 року вперше згадується православна церква в селі.

## Населення
Демографічна структура станом на 31 березня 2011 року:
|          | Загалом | Допрацездатний вік | Працездатний вік | Постпрацездатний вік |
| -------- | ------- | ------------------ | ---------------- | -------------------- |
| Чоловіки | 215     | 51                 | 141              | 23                   |
| Жінки    | 246     | 36                 | 130              | 80                   |
| Разом    | 461     | 87                 | 271              | 103                  |